# Омедес, Хуан де
Хуа́н де Оме́дес и Коско́н (исп. Juan de Homedes y Coscón; 1473 или около 1477, Сарагоса, Королевство Арагон — 6 сентября 1553, Биргу) — 46/47-й Великий магистр ордена госпитальеров (1536—1553), дипломат.

## Орфография и передача имени
- фр. Jean d’Omede[2]
- фр. Jean d’Omedes[3]
- исп. Frey Jean de Homedes[4]
- итал. Giovanni d’Omedes[5]
- итал. Giovanni Omedes[6]
- исп. Juan de Homedes y Coscón[7][1] в современной испанской орфографии, что даёт русский вариант Хуан де Омедес и Коскон, или Хуан де Омедес[8].

## Биография
О. Аскос и Планес указал предположительный 1477 год рождения. Магистр происходил из благородной арагонской семьи Омедес. Вступил в орден родосских рыцарей, располагавшийся в то время на острове Родос, получил должность бальи Каспе. Карл V назначил Омедеса главой посольства к папе. Участвовал в обороне Родоса в качестве командующего флотом галер, и тогда в бою потерял глаз от выстрела из аркебузы. После сдачи Родоса иоанниты 7 лет скитались по Европе в поисках пристанища, пока Карл V не предоставил им убежище на Мальте. 
20 октября (26 сентября) 1536 года Хуан де Омедес был избран великим магистром Мальтийского ордена. Омедес руководил орденом в условиях всё возраставшей угрозы берберских пиратов и турок-османов, обострения соперничества между испанской и французской коронами в лице Карла V и Франциска I, усугубившего внутренние распри ордена. Госпитальеры разделились на две противоборствующие партии — к одной принадлежали иберийские языки (так назывались национальные провинции ордена Кастилия, Леон и Португалия; Арагон и Наварра), которых поддержали языки Англии и Германии; другую составили языки Франции: Прованса, Шампани и Оверни, поддерживаемые языком Италии. «Нечестивый союз Лилии и Полумесяца стал причиной глубокого кризиса в Ордене св. Иоанна. Три французских ланга, традиционно доминировавших в Ордене, разрывались между лояльностью французскому королю и орденским долгом. И далеко не всегда побеждал долг рыцаря Ордена, поэтому соперничество лангов в Ордене приняло угрожающий характер».

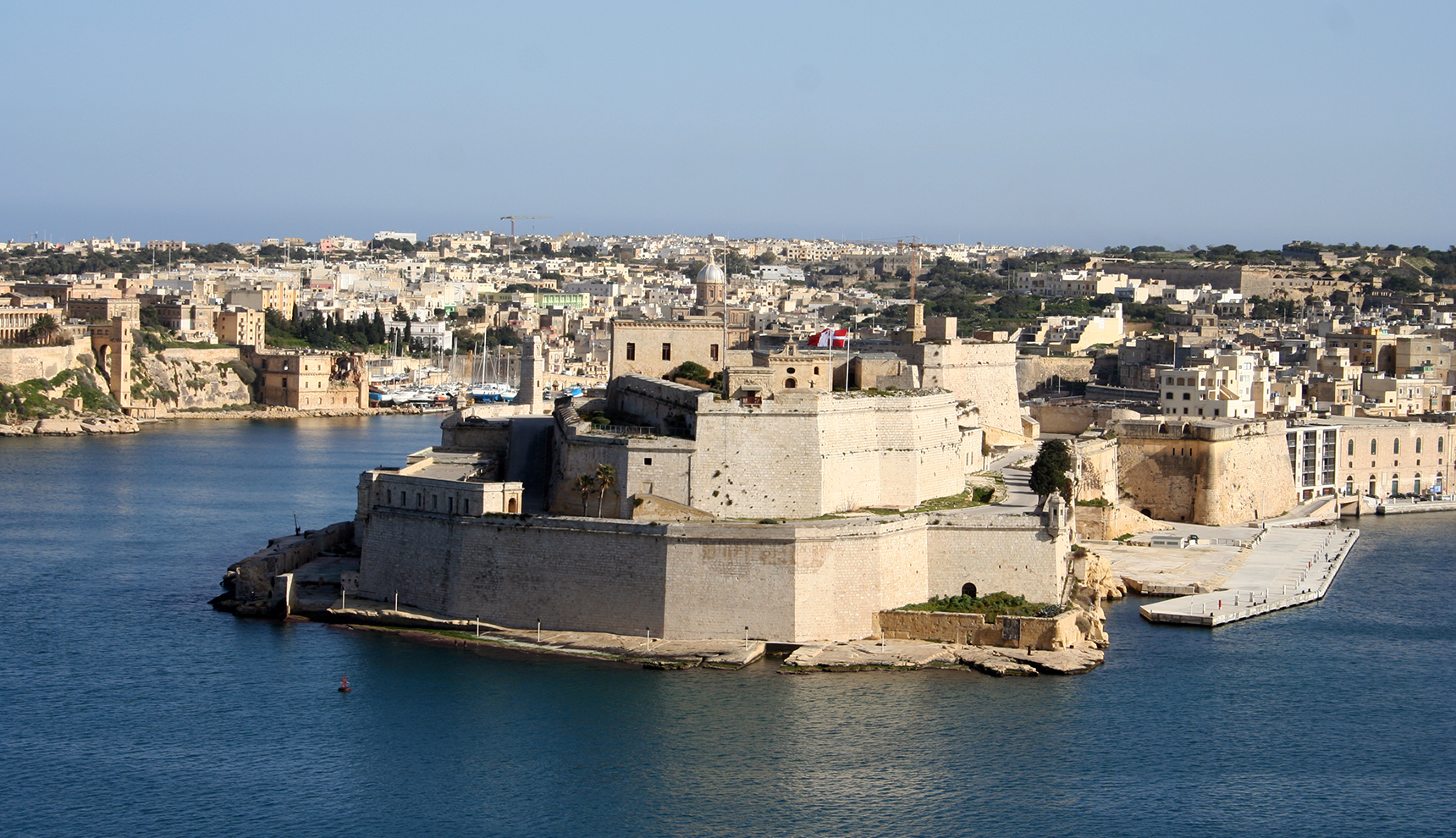
Форт Сант-Анджело как часть города Биргу, вид со стороны Валлетты

Период правления Омедеса был ознаменован важными событиями, когда рыцари ордена участвовали в Османо-габсбургских войнах. В 1538 году Мальтийский орден в составе  Священной лиги выступил против флота Хайреддина Барбароссы в проигранном сражении у Превезы (1538). Предпринятая Карлом V Алжирская экспедиция (1541) с участием мальтийских рыцарей обернулась катастрофой. Затем последовали другие разгромные неудачи — осада Ниццы (1543) и османское вторжение на остров Гоцо. В 1551 году турки-османы попытались захватить Мальту, но были рассеяны и направили своё нападение на остров Гоцо, сдавшийся через несколько дней упорных боёв. В августе того же года орден потерял Триполи. Сдача города стала чудовищным поражением мальтийских рыцарей.
С целью противодействия угрозам новых нападений великий магистр озаботился укреплением обороны островов. Первый камень нового форта был заложен в мае 1552 года вблизи тогдашней столицы Биргу, реставрировался замок Сант-Анджело, возводился форт Сант-Эльмо.
В 1538, 1543 и 1548 годах после заседаний Генеральных капитулов были опубликованы уставы ордена.
Великий магистр умер 6 сентября 1553 года. Был похоронен в капелле форта Сант-Анджело, но в конце XVI века прах был перенесён в Валлетту в собор св. Иоанна после завершения его строительства. Эпитафия и описание отчеканенных во время его правления золотых и серебряных монет приведены в книге «Анналы Мальтийского ордена» (Annales de l’Ordre de Malte).

## Оценка личности
Мнения историков относительно оценки личности Хуана де Омедеса разделились. Если испанские источники излагают сведения о нём с нейтральных позиций, то у француза Верто встречаются выражения типа «ловкий испанец», «интриган», добившийся симпатий 16 выборщиков при избрании нового великого магистра своим увечьем — глазом, потерянным при защите Родоса. Австриец Феликс де Залес (Félix de Salles) отметил, что Хуан де Омедес «был избран под влиянием рыцарей от языка Арагона, своих соотечественников», и указал, что он был отважным и религиозным, но о нём также отзывались как о гордеце, скупце и мстительном человеке. Данные оценки не оставили без внимания отечественные авторы И. А. Настенко и Ю. В. Яшнев: «Правление очередного Великого магистра Хуана де Омедеса (1536—1553), бывшего приора Каспа из арагонского ланга, избранного 20 октября 1536 года, чрезвычайно противоречиво отражается в исторической литературе. Одни историки винят его в полосе неудач и поражений Ордена, другие, напротив, полагают его жертвой интриг и пропаганды одной из партий внутри Ордена. Но все сходятся в одном: время этому Великому магистру выпало непростое».